# برونو نوبيلي
برونو نوبيلي (بالإيطالية: Bruno Nobili)‏ هو مدرب كرة قدم ولاعب كرة قدم إيطالي في مركز الوسط، ولد في 27 أكتوبر 1949 في بلنسية في فنزويلا. لعب مع نادي أسكولي ونادي أفيلينو ونادي بيسكارا ونادي روما ونادي سامبدوريا ونادي كالياري.